# Tortilla Flat

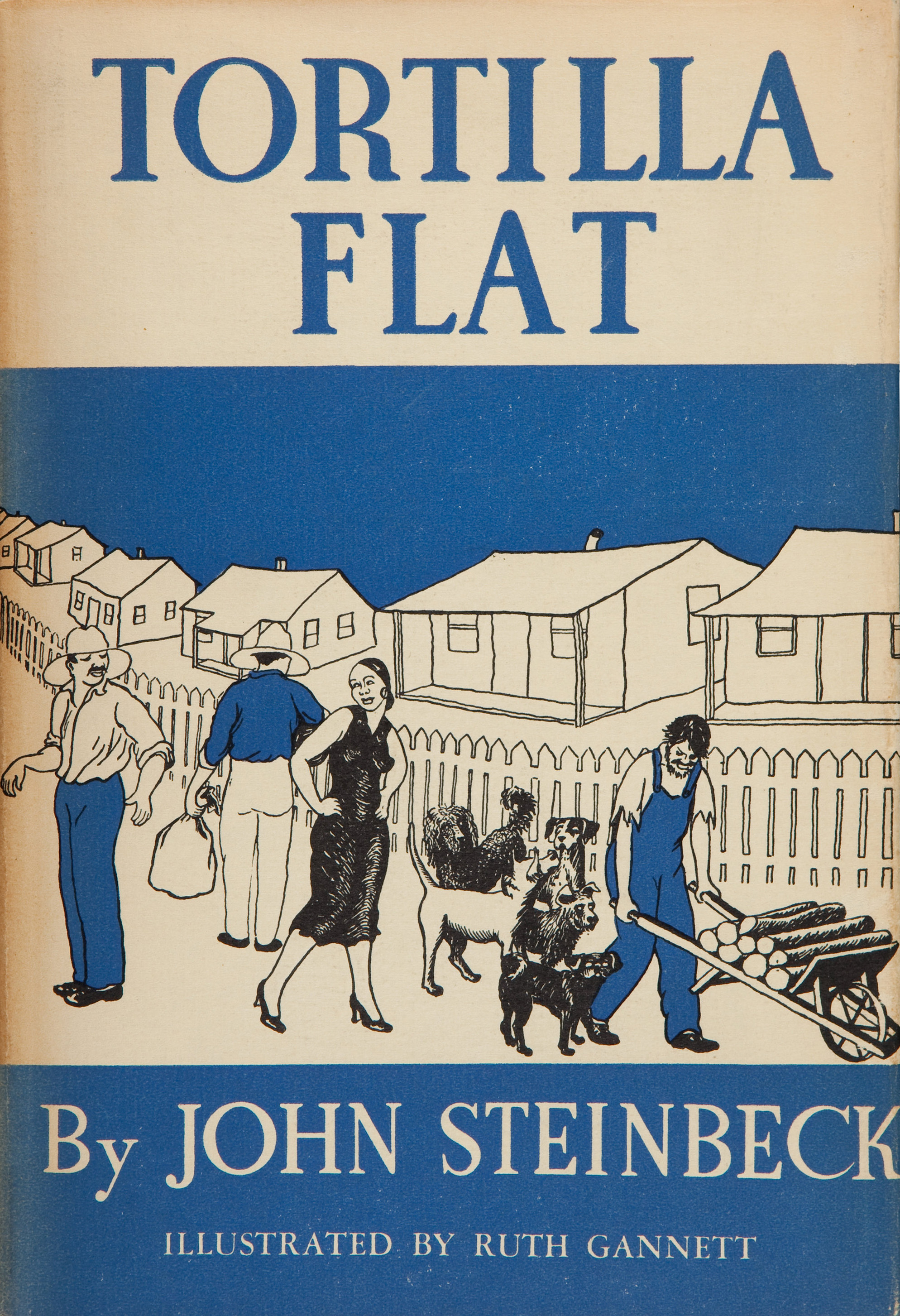
Sobrecubierta de la primera edición de Tortilla Flat (1935)

Tortilla Flat es una novela picaresca publicada en 1935 por John Steinbeck y considerado su primer éxito comercial. Ambientada en Monterey (California), relata las vivencias de unos paisanos, consideradas caricaturas de los caballeros de la Mesa Redonda del rey Arturo.
La novela fue adaptada para el teatro en 1938 y llevada al cine en 1942, dirigida por Victor Fleming y protagonizada por Spencer Tracy, Hedy Lamarr.

## Sinopsis
La novela relata el estilo de vida de un grupo de habitantes muy pobres de la zona de Monterey que aprenden por los acontecimientos cuya única posesión es su libertad personal. Valoran la amistad por encima del dinero. El incidente principal gira sobre la herencia de dos casas viejas por parte de Danny y el libro comienza con las palabras «Esta es la historia de Danny y los amigos de Danny y de la casa de Danny...».

## Protagonistas
- Big Joe Portagee
- Danny
- Jesús María Corcoran
- Pablo Sánchez
- Pilon
- El Pirata